# Aartsbisdom Saint Paul and Minneapolis
Het aartsbisdom Saint Paul and Minneapolis (Latijn: Archidioecesis Paulopolitana et Minneapolitana) is een rooms-katholiek aartsbisdom met als zetels Saint Paul en Minneapolis, in de Amerikaanse staat Minnesota. De aartsbisschop van Saint Paul and Minneapolis is metropoliet van de kerkprovincie Saint Paul and Minneapolis, waartoe ook de volgende suffragane bisdommen behoren:
- Bismarck
- Crookston
- Duluth
- Fargo
- New Ulm
- Rapid City
- Saint Cloud
- Sioux Falls
- Winona-Rochester

## Geschiedenis
Het aartsbisdom werd opgericht op 19 juli 1850, als het bisdom Saint Paul, uit delen van de bisdommen Dubuque en Milwaukee, en was suffragaan aan het aartsbisdom Saint Louis. Op 12 februari 1875 veranderde het van kerkprovincie en werd suffragaan aan het nieuw verheven aartsbisdom Milwaukee. Op 4 mei 1888 werd het verheven tot metropolitaan aartsbisdom. Op 11 juli 1966 veranderde het van naam naar aartsbisdom Saint Paul and Minneapolis. 
Het aartsbisdom verloor meermaals gebied bij de oprichting van de apostolisch vicariaten Northern Minnesota (1875) en Dakota (1879), en de bisdommen Winona (1889) en New Ulm (1957).

## Parochies
Het aartsbisdom had in 2022 een oppervlakte van 14.488 km2 en telde 3.504.415 inwoners waarvan 26,1% rooms-katholiek was.

## Ordinarii

### Bisschoppen
- Joseph Crétin (23 juli 1850 - 22 februari 1857)
  - Augustin-Henri-Jules Ravoux (administrator: maart 1857 - 29 juli 1859)
- Jean-Antoine-Marie Pelamourgues (23 februari 1858 - mei 1858)
- Thomas Langdon Grace (21 januari 1859 - 31 juli 1884)

### Aartsbisschoppen
- John Ireland (bisschop: 31 juli 1884, aartsbisschop: 4 mei 1888 - 25 september 1918; coadjutor sinds 28 juli 1875)
  - John Jeremiah Lawler (hulpbisschop: 8 februari 1910 - 29 januari 1916)
- Austin Dowling (10 maart 1919 - 29 november 1930)
- John Gregory Murray (29 oktober 1931 - 11 oktober 1956)
  - James Joseph Byrne (hulpbisschop: 10 mei 1947 - 16 juni 1956)
- William Otterwell Brady (11 oktober 1956 - 1 oktober 1961; coadjutor sinds 16 juni 1956)
  - Leonard Philip Cowley (hulpbisschop: 28 november 1957 - 18 augustus 1973)
  - Gerald Francis O’Keefe (hulpbisschop: 5 mei 1961 - 20 oktober 1966)
- Leo Binz (16 december 1961 - 21 mei 1975)
  - James Patrick Shannon (hulpbisschop: 8 februari 1965 - 22 november 1968)
  - Ambrose Valerian Hayden (hulpbisschop: 20 april 1967 - 1968)
  - Leo Christopher Byrne (coadjutor: 31 juli 1967 - 21 oktober 1974)
  - Raymond Alphonse Lucker (hulpbisschop: 12 juli 1971 - 23 december 1975)
- John Robert Roach (21 mei 1975 - 8 september 1995; hulpbisschop sinds 12 juli 1971)
  - Paul Vincent Dudley (hulpbisschop: 9 november 1976 - 6 november 1978)
  - John Francis Kinney (hulpbisschop: 9 november 1976 - 28 juni 1982)
  - William Henry Bullock (hulpbisschop: 3 juni 1980 - 10 februari 1987)
  - James Richard Ham (hulpbisschop: 7 oktober 1980 - 30 oktober 1990)
  - Robert James Carlson (hulpbisschop: 19 november 1983 - 13 januari 1994)
  - Joseph Leo Charron (hulpbisschop: 6 november 1989 - 12 november 1993)
  - Lawrence Harold Welsh (hulpbisschop: 5 november 1991 - 13 januari 1999)
- Harry Joseph Flynn (8 september 1995 - 2 mei 2008; coadjutor sinds 22 februari 1994)
  - Frederick Francis Campbell (hulpbisschop: 2 maart 1999 - 14 oktober 2004)
  - Richard Edmund Pates (hulpbisschop: 22 december 2000 - 10 april 2008)
- John Clayton Nienstedt (2 mei 2008 - 15 juni 2015; coadjutor sinds 24 april 2007)
  - Lee Anthony Piché (hulpbisschop: 27 mei 2009 - 15 juni 2015)
  - Andrew Harmon Cozzens (hulpbisschop: 11 oktober 2013 - 18 oktober 2021)
- Bernard Anthony Hebda (24 maart 2016 - heden; apostolisch administrator sinds 15 juni 2015)
  - Joseph Andrew Williams (hulpbisschop: 10 december 2021 - 21 mei 2024)
  - Michael John Izen (hulpbisschop: 5 januari 2023 - heden)
  - Kevin Thomas Kenney (hulpbisschop: 25 juli 2024 - heden)

## Galerij van afbeeldingen

Wapen van het aartsbisdom
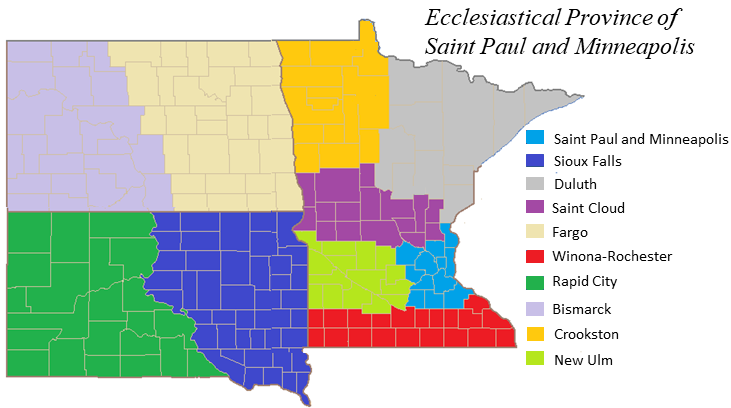
Kerkprovincie met aartsbisdom en suffragane bisdommen
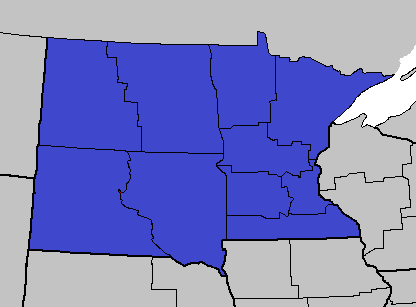
Regio VIII van de Amerikaanse bisschoppenconferentie
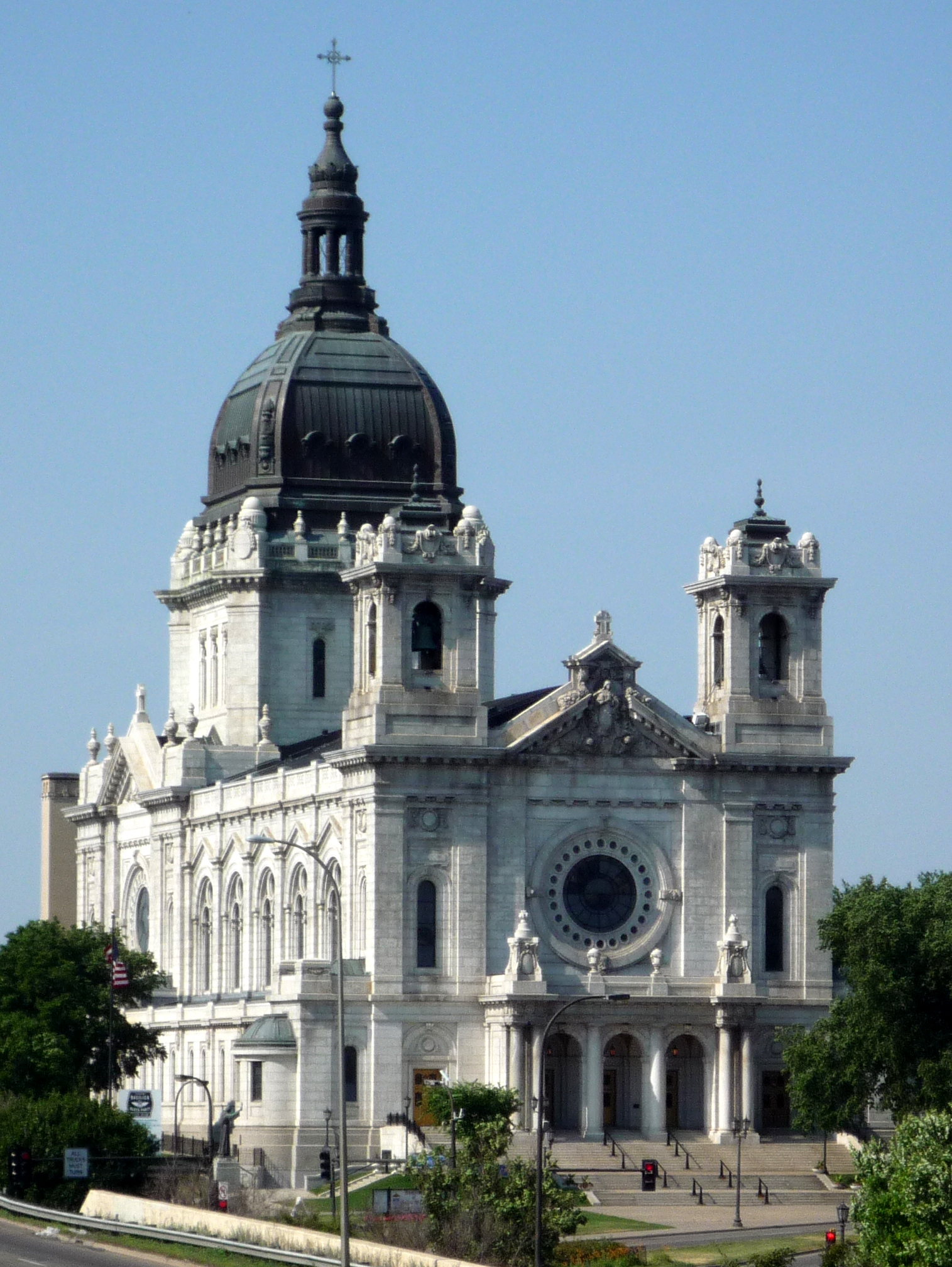
Co-Cathedral Basilica of Saint Mary in Minneapolis
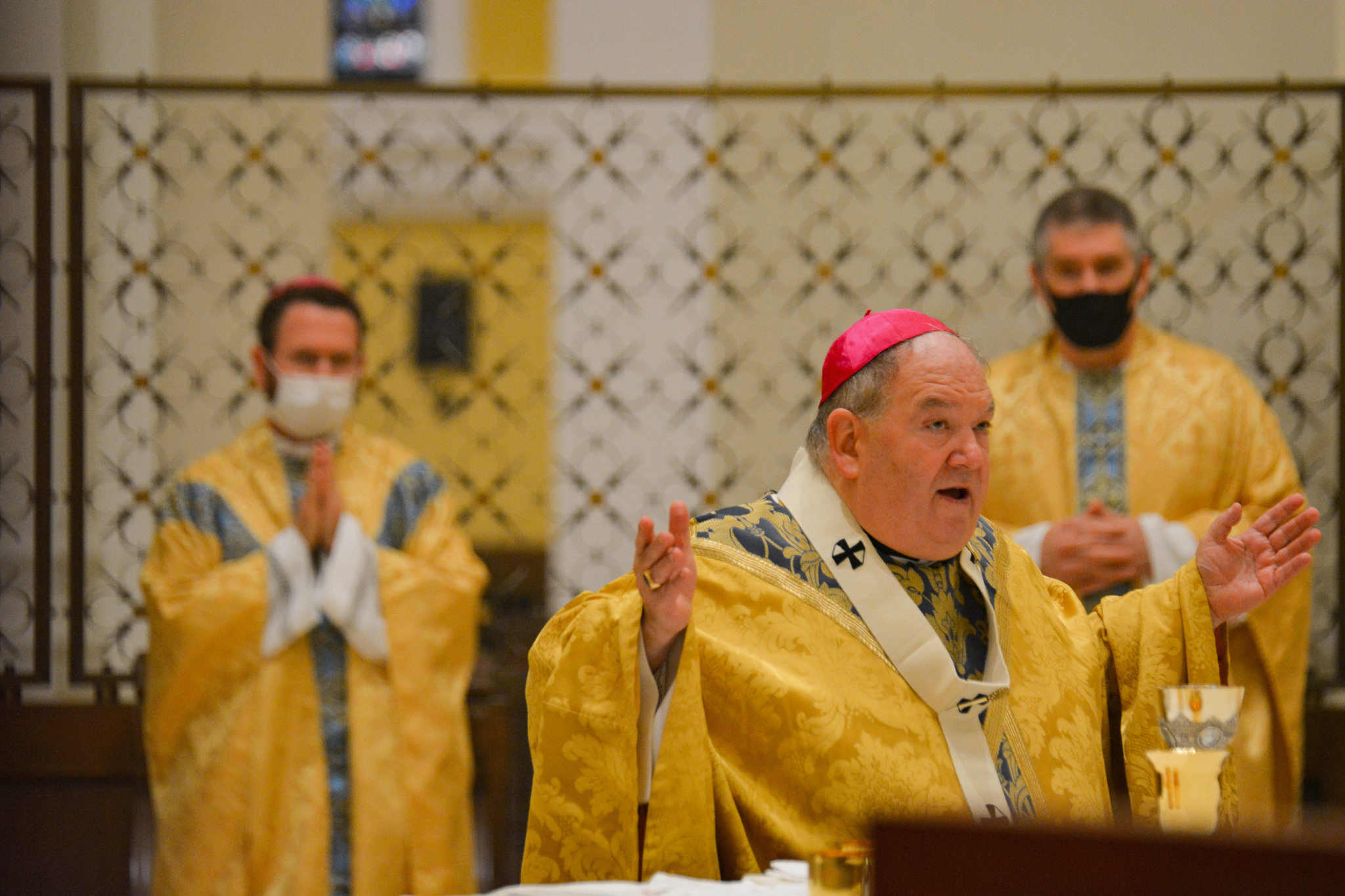
Aartsbisschop Bernard Anthony Hebda (2016-heden)

Saint Paul and Minneapolis (aartsbisdom) · Bismarck · Crookston · Duluth · Fargo · New Ulm · Rapid City · Saint Cloud · Sioux Falls · Winona-Rochester